# حکومت کوتاه و رعب‌آور فیل
حکومت کوتاه و رعب‌آور فیل (به انگلیسی: The Brief and Frightening Reign of Phil) کتابی در سبک ادبیات سیاسی و طنز است که جورج ساندرز، نویسنده آمریکایی، در سال ۲۰۰۵ میلادی آن را به رشته تحریر درآورد است، همچنین به کتاب مزرعه حیوانات نوشته جورج اورل تشبیه شده‌است. نویسنده آن گفته‌است این کتاب در مورد «گرایش مداوم انسان به تقسیم جهان به دوگانگی» می‌باشد.

## ترجمه به فارسی
- عنوان: یک حکومت کوتاه و رعب‌آور/ جورج ساندرز؛ ترجمه فرشاد رضایی. (تهران: ققنوس، ۱۳۹۵) شابک: 9786002782762[۴]

## خلاصه داستان
داستان بر اختلافات مرزی میان دو کشور «هورنر درونی» و «هورنر بیرونی» تمرکز دارد. کشور اول چنان کوچک است که تنها یک نفر از اهالی هورنر درونی می‌تواند هم‌زمان در آن جای بگیرد و شش نفر دیگر باید نوبت خود را برای ورود به سرزمین‌شان، در حالی‌که با ترس و لرز در سرزمین هورنر بیرونی ایستاده‌اند، انتظار بکشند.
فیل، یکی از اهالی تلخ‌کام هورنر بیرونی، تصمیم می‌گیرد که ساکنان ضعیف هورنر درونی هیچ کاری جز ایستادن نزدیک به هم و حل معادلات ریاضی در تمام روز انجام نمی‌دهند و هر صبح نیز باید به‌نوبت خود را کش و قوس بدهند. این افراد به‌عنوان تهدیدی شیطانی برای آسایش پنج ساکن هورنر بیرونی شناخته می‌شوند و تصور می‌شود که از مهمان‌نوازی گسترده‌ای که به آن‌ها عرضه شده، سوءاستفاده می‌کنند. آنان در منطقه‌ای از هورنر بیرونی که به اقامت کوتاه‌مدت اختصاص دارد، ایستاده‌اند و نوبت خود را برای بازگشت به کشورشان انتظار می‌کشند. در این میان، فیل با جلب حمایت سایر هورنر بیرونی‌ها و استخدام دو غول به‌عنوان مأمور اجرای سیاست‌های شخصی‌اش، شروع به گرفتن مالیات از هورنر درونی‌ها برای اقامتشان می‌کند. در نهایت، او تصمیم می‌گیرد که «تجزیه و انحلال» هورنر درونی‌ها، بهای کافی برای اقامتشان محسوب می‌شود. داستان، به توصیف خیزش استبدادی فیل و تلاش او برای انجام نوعی نسل‌کشی علیه هورنر درونی‌ها می‌پردازد.